# Rima Fakih
Rima Fakih (Srifa, Líbano, 22 de setembro de 1985) é uma libanesa naturalizada norte-americana, vencedora do concurso Miss USA 2010. Ganhou o Miss Michigan realizado em 19 de setembro de 2009 e o concurso de Miss USA em 16 de maio de 2010. 
Fakih atualmente reside em Dearborn. Ela é uma pós-graduada da Universidade de Michigan-Dearborn, Com formação em Economia e Gestão Empresarial e tem planos de freqüentar a escola de Direito após o seu reinado de um ano.

## Início da vida
Fakih nasceu em uma proeminente família de Muçulmanos xiitas. Se mudou para Nova York com sua família em 1993, onde mais tarde estudou na Escola Preparatória St. John's, um colégio católico. Sua família mudou-se para Dearborn, Michigan em 2003. Fakih é de família é Muçulmana, mas comemoram elementos tanto de sua própria fé quanto da fé cristã.

## Miss USA 2010
Em final realizada no dia 16 de maio, no Planet Hollywood Resort and Casino, em Las Vegas, Fakih foi coroada a Miss USA 2010, recebendo a coroa de sua antecessora, Kristen Dalton, da Carolina do Norte.
Embora Fakih tenha sido apontada como sendo a segunda libanesa-americana, a primeira Árabe-Americana, a primeira mulher da fé muçulmana e como a primeira imigrante a vencer o título de Miss USA, organizadores do concurso declararam que seus registros não são suficientemente detalhados para confirmar essas afirmações.

## Miss Universo 2010
Como prêmio por vencer o Miss USA 2010, Fakih recebeu o direito de representar seu país no concurso Miss Universo 2010, também realizado em Las Vegas.
Apesar de estar competindo em seu próprio país, Fakih não foi escolhida como uma das semifinalistas do concurso, que teve como vencedora a mexicana Ximena Navarrete. Essa foi a quinta vez que os EUA não conseguem classificação no certame internacional. As outras vezes ocorreram em 1957, 1976, 1999 e 2002.